# Richard Angelo
Richard Angelo är en amerikansk seriemördare som mellan 1984 och 1987 mördade minst tio personer. Han dömdes till 61 års fängelse. Hans fru dömdes senare till 10 år för medhjälp till minst ett av morden.
Angelo arresterades den 16 november 1987 efter att ha misstänkts givit dödliga doser av mediciner. I en utredning initierad av en patient som anmält att hens dropp hade manipulerats med hittade man 37 andra liknande fall varav 31 med dödlig utgång. Tabloidpressen kallade honom Angel of death,
Han examinerades efter två års studier vid sjuksköterskeprogrammet på State University at Farmingdale i maj 1985.